# Штеренберг, Абрам Петрович
Абрам Петрович Штеренберг (1894—1979) — один из пионеров советской фотографии, фотожурналист и фотохудожник. Член Русского фотографического общества, участник группы «Октябрь», удостоен наград целого ряда международных выставок.

## Биография
Родился в 1894 году в Житомире в семье кустаря-ремесленника. В 1909 году окончил обучение в еврейской начальной школе, после чего устроился на работу в местное фотоателье, где приобщился к фотоделу. С 1912 года жил и работал фотографом в Одессе. Участвовал в Первой мировой войне, был дважды ранен, получил контузию. С 1917 года жил в Ташкенте, работал в студии Бориса Капустянского. С 1919 по 1921 год проходил службу в Красной армии, где ему было поручено заниматься фотографией. В 1921 году перебрался в Москву. Во время работы в «Россфото» его учеником был будущий известный фотограф Г. А. Зельма.
В январе 1924 года им были сделаны посмертные фотографии В. И. Ленина.
Снимал своих коллег-фотографов, литературных и кинознаменитостей. Наиболее известные работы: два портрета В. Маяковского, портрет матери, Р. Тагора, А. Барбюса, С. Конёнкова и др., а также жанровые работы: «Скрипач», «Грузчик», «Артист». Своей самой любимой работой называл фотографию казахского акына Джамбула Джабаева, сделанную в 1940 году.
В 1931 году участвовал в исследованиях на ледоколе «Малыгин». В бухте на острове Гукера (Земля Франца-Иосифа) состоялась встреча «Малыгина» с дирижаблем «Граф Цеппелин». Штеренбергу удалось сфотографировать «Малыгин» с пролетавшим над ледоколом дирижаблем. Плёнка на «Цеппелине» была доставлена в Берлин, откуда отпечатанные фотографии распространились по всему миру.
Член Русского фотографического общества, член союза журналистов СССР с 1959 года.
Работал в фотослужбе Наркомата путей сообщения, Руссфото, Унионфото, студии «Фотохудожник» при Госкиноиздате, с 1960 года — фоторепортёр АПН.
Погиб в 1979 году, сбитый автомобилем. Похоронен в Москве, на Новодевичьем кладбище, рядом со своим братом Ефимом Петровичем Штеренбергом (1887—1967).

## Награды и звания
Наиболее значительные награды: Золотая медаль на международной выставке декоративного искусства в Париже в 1925 году, Большая медаль в Парижском фотографическом салоне в 1928 году, Серебряная медаль на выставке в Токио в 1931 году.
- Заслуженный работник культуры РСФСР

## Семья
- Жена — Нина Алексеевна Попова (известна под псевдонимом Нина Ли), актриса театра им. Ермоловой, звезда немого кино.

- Братья
  - Давид Петрович Штеренберг (1881—1948), художник, живописец и график.
  - Ефим Петрович (Хаим Пинхусович) Штеренберг (1887—1967), советский государственный и хозяйственный деятель, член ВЦИК.
- Сестра — Мария Петровна Штеренберг (1902—1974)[8].